# Ramon Vilalta i Oliva
Ramon Vilalta i Oliva (Penelles, Noguera, 20 de novembre de 1953) és un polític català, diputat al Parlament de Catalunya en la IV, V i VI legislatures.
Resident a Mollerussa, ha treballat com a mestre de primària. El 1977 s'afilià al PSC Congrés, que el 1978 s'integrà al Partit dels Socialistes de Catalunya. Ha estat primer secretari de la Federació del PSC de les Terres de Lleida el 1980-1987, 1990-1994 i 1996-2001.
Ha estat regidor de l'Ajuntament de Mollerussa pel PSC de 1983 al 1999, membre del Consell Comarcal del Pla d'Urgell, diputat provincial del 1983 al 1996 i president de la Diputació de Lleida de 1983 a 1987. Fou elegit diputat a les eleccions al Parlament de Catalunya de 1992, 1995 i 1999, i durant aquest període va presidir la Comissió d'Estudi del Millorament de la Prevenció i l'Extinció d'Incendis (1994 i 2000) i la Comissió d'Estudi sobre la Problemàtica del Món Rural a Catalunya (1996).
Des del 2004, és vicepresident executiu de l'empresa pública de la Generalitat de Catalunya Reg Sistema Segarra-Garrigues, encarregada de la gestió dels regadius. Des d'octubre de 2008 també és Secretari de Polítiques d'Aigua i Energia de l'Àrea de Política Territorial, Medi Rural, Medi Ambient i Aigua de la Comissió Executiva de la Federació del PSC de les Comarques de Lleida.